# Argentin tengeri sügér
Az argentin tengeri sügér (Acanthistius brasilianus) a sugarasúszójú halak (Actinopterygii) osztályának sügéralakúak (Perciformes) rendjébe, ezen belül a fűrészfogú sügérfélék (Serranidae) családjába tartozó faj.

## Előfordulása
Az argentin tengeri sügér elterjedési területe az Atlanti-óceán délnyugati része; Brazília, Uruguay, és Argentína partjainál.

## Megjelenése
Hossza elérheti a 60 centimétert, az ivarérettséget körülbelül 30 centiméteres hossznál éri el.

## Életmódja
Az argentin tengeri sügér egyaránt megél a sós- és brakkvízben is. Élőhelyének hidegebb részein, a part menti helyeket keresi. 30 méterre és ennél mélyebbre is lemerül.

## Felhasználása
Az ember ipari mértékben halássza az argentin tengeri sügért.